# Alicia Plaza
Alicia Plaza Tariffi (née le 30 avril 1957 à Caracas, Venezuela), est une actrice et chanteuse vénézuélienne qui a participé à de nombreuses telenovelas aussi bien vénézuéliennes qu'américaines.

## Carrière
Elle fait ses débuts en 1979 en jouant dans la telenovela Rosángela. En 1982, elle participe à  ¿Qué pasó con Jacqueline? et la même année elle joue dans Jugando a vivir. 
Elle a tourné aussi dans Bienvenida Esperanza, Pobre diabla, Por estas calles, Alejandra, Ilusiones, Hay amores que matan, entre autres.

## Filmographie

### Films
- 1982 : Mosquita muerta
- 1984 : Adiós Miami
- 1983 : La casa de agua
- 1985 : El atentado
- 1998 : 100 años de perdón : Rita
- Atenea y Afrodita
- 2006 : Chao Cristina (RCTV) :  Lucía

### Telenovelas
- 1979 : Rosángela (Venevisión) : Rosita
- 1982 : ¿Qué pasó con Jacqueline? (RCTV)
- 1982 : Jugando a vivir (RCTV) : Eloísa Peña
- 1983 : Bienvenida Esperanza (RCTV) : Meliza Acuña
- 1985 : La graduación de un delincuente
- 1990 : Pobre diabla (CANAL 13) : Bárbara
- 1992 : Por estas calles (RCTV)
- 1994 : Alejandra (RCTV) : Morella
- 1995 : Ilusiones
- 1996 : Los amores de Anita Peña (RCTV)
- 1998 : Reina de corazones (RCTV) : Virtudes
- 2000 : Hay amores que matan (RCTV) : Mónica de Montenegro
- 2001 : La soberana (RCTV) : Rosa Ozores
- 2002 : Trapos íntimos (RCTV) : Beba Solís
- 2004 : Negra consentida (RCTV) : Herminia Meaño de Nascimiento
- 2006 : Mi vida eres tú (Telemundo) : Adela
- 2007 : Acorralada (Venevisión) : Bruna Pérez
- 2007-2008 : Pecados ajenos (Venevisión) : Mónica Rojas
- 2009 : Un esposo para Estela (Venevisión) : Priscila